# Pseudosmittia mahensis
Pseudosmittia mahensis är en tvåvingeart som först beskrevs av Jean-Jacques Kieffer 1911.  Pseudosmittia mahensis ingår i släktet Pseudosmittia och familjen fjädermyggor.
Artens utbredningsområde är Seychellerna. Inga underarter finns listade i Catalogue of Life.